# Pink Moon
Pink Moon es el tercer y último álbum de Nick Drake, un músico folk inglés. Fue grabado durante la medianoche en dos sesiones de dos horas cada una en octubre de 1971. El álbum está compuesto de 11 temas cantados por Drake con el único acompañamiento de su guitarra acústica, a excepción de unas frases en piano que el mismo Drake grabó en el tema que da nombre al álbum.
Al principio, Pink Moon recibió poca atención crítica, pero después de la muerte de Drake, recibió elogios por el público y los críticos, llegando incluso a ser visto por muchos como su mejor trabajo, aunque el hecho de ser musicalmente poco adornado hace que otros lo vean como inaccesible.
La revista norteamericana Rolling Stone posicionó el álbum en el puesto #321 en su prestigioso listado "500 Greatest Albums of All Time".
El tema "Pink Moon" fue usado en un anuncio de la marca automovilística Volkswagen en EE. UU. en el 2000.

## Lista de canciones
| Cara uno |                         |          |  |
| N.º      | Título                  | Duración |  |
| 1.       | «Pink Moon»             | 2:06     |  |
| 2.       | «Place to Be»           | 2:43     |  |
| 3.       | «Road»                  | 2:02     |  |
| 4.       | «Which Will»            | 2:58     |  |
| 5.       | «Horn»                  | 1:23     |  |
| 6.       | «Things Behind the Sun» | 3:57     |  |

| Cara dos |                    |          |  |
| N.º      | Título             | Duración |  |
| 7.       | «Know»             | 2:26     |  |
| 8.       | «Parasite»         | 3:36     |  |
| 9.       | «Free Ride»        | 3:06     |  |
| 10.      | «Harvest Breed»    | 1:37     |  |
| 11.      | «From the Morning» | 2:30     |  |

## Créditos
- Nick Drake - vocalista, guitarra acústica y piano en  «Pink Moon»
- John Wood - producción, ingeniería de audio